# Mèche de cheveux
Pour les articles homonymes, voir Mèche.

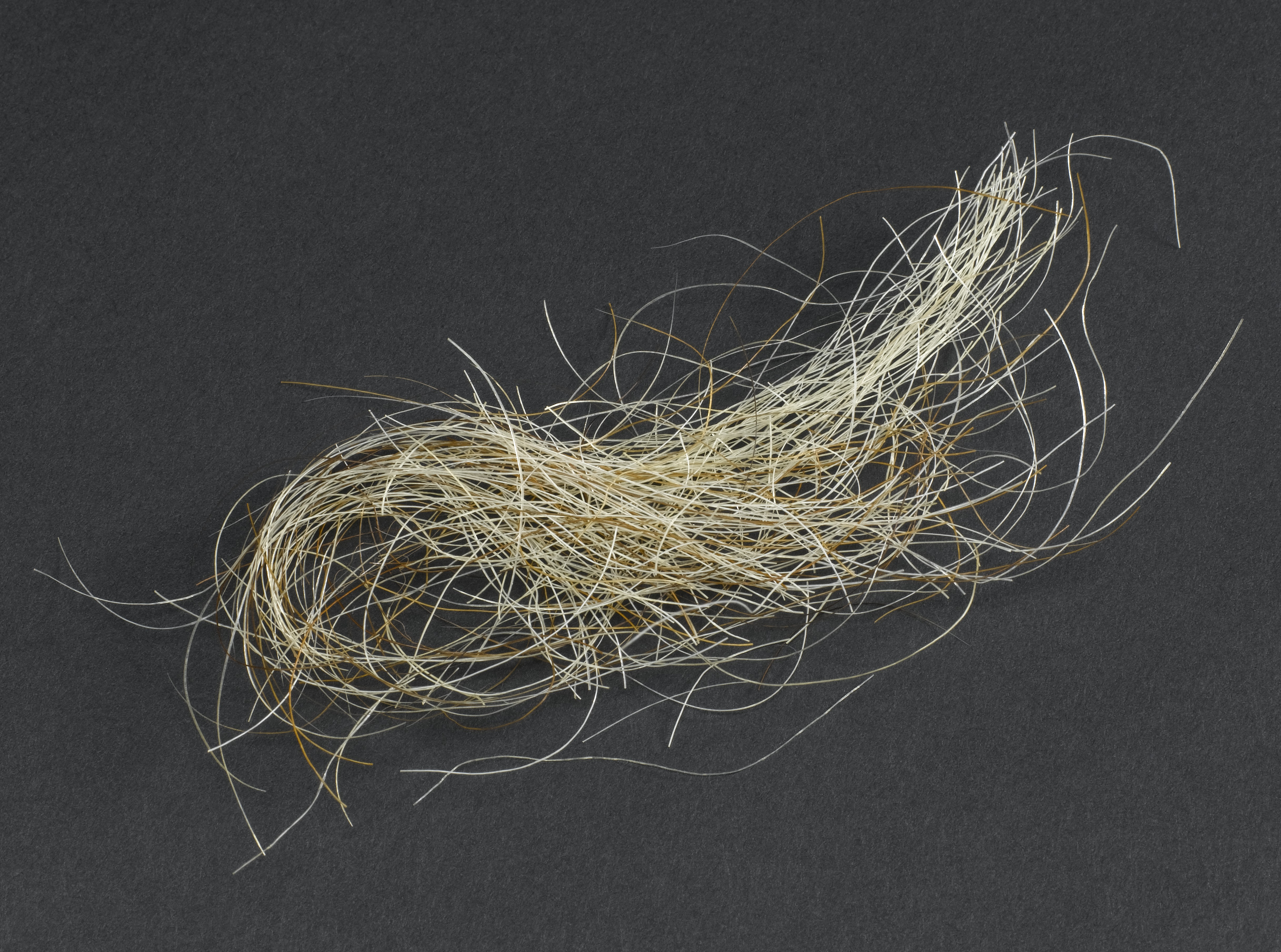
Mèche de cheveux réputée ayant appartenu au roi George III.

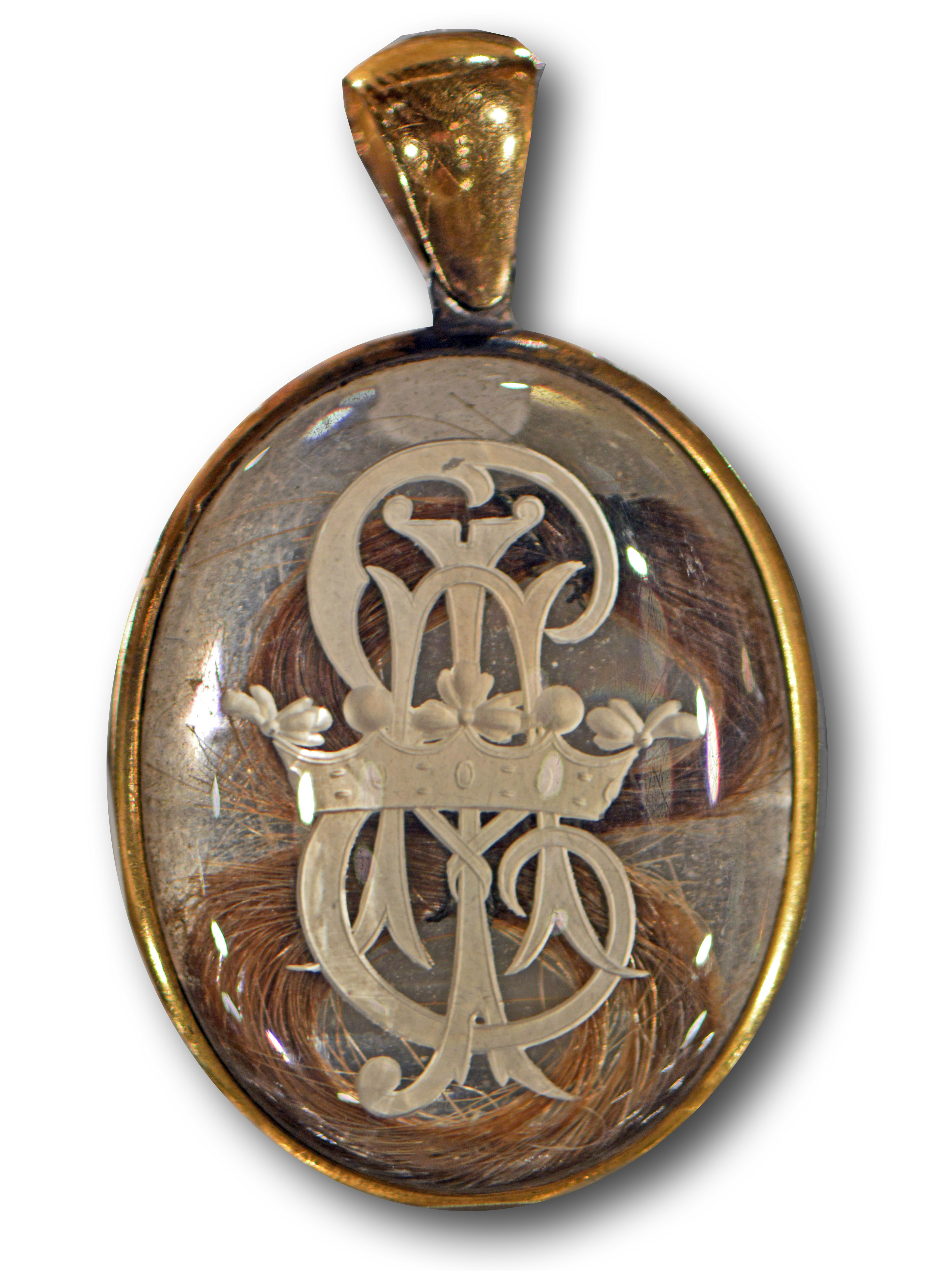
Médaillon contenant des mèches de cheveux et orné des initiales entremêlées de l'épouse du second marquis d'Exeter et de son fils Aldebert (A l'ère victorienne, il était de coutume dans les familles riches d'ainsi préserver quelques souvenirs physiques d'être chers ou de membres de la famille).

Une mèche est un groupe de cheveux qui ressortent ensemble de la coiffure d'une personne. Celle-ci peut être volontaire ou non. On appelle « épi » une mèche de cheveux rebelle, par analogie avec l'épi en botanique.

## Dans le domaine de la coiffure
De nombreuses coiffures s'obtiennent en travaillant les cheveux mèche par mèche (exemple : le brûlage, la permanente…)
On appelle extension capillaire de fausses mèches plus longues que la chevelure ajoutées à la coiffure.

## Utilisations posthumes
Le cheveu a dans de nombreuses civilisations eu une valeur symbolique voire magique. 
Ainsi chez les Mérovingiens « Le Burgonde qui adopte un esclave lui coupe une mèche de cheveux ; rite d'une puissance exceptionnelle puisque nous voyons que les lois obligent le particulier qui a pratiqué la capillatio sur un esclave qu'il savait appartenir à un autre maître, uniquement à restituer le prix de l'esclave et non l'esclave lui-même, tant cette pratique magique équivalait à une prise de possession définitive. »

Dans les îles des Célèbes jusqu'au début du XXe siècle au moins, un fugitif ayant pu se réfugier dans une hutte dont le maître de maison accepte de lui couper une mèche de ses cheveux y trouve « un asile inviolable ».

Un Germain adolescent pouvait se faire protéger par un patron en lui offrant sa chevelure, ce qui fit Pépin pour être adopté par Liutprand, roi des Lombards

Chez les Francs, le cheveu était l'un des ingrédients de potions magiques ; ainsi « une novice tourmentée par un démon n'est guérie qu'après avoir bu un breuvage préparé avec des cheveux de l'abbesse bouillis dans l'eau ».
Une mèche de cheveux de quelqu'un peut servir de souvenir ou d'amulette. 
Les cheveux comme les ongles étaient autrefois support de magie noire ou de voyance
Le cheveu accumulant certains toxiques, médicaments, drogues ou polluants environnementaux (mercure par exemple), qui peuvent être analysés longtemps après la coupe du cheveu ou la mort de la personne, une mèche de cheveux peut à titre posthume éventuellement présenter un intérêt toxicologique, en santé environnementale et/ou en termes de médecine légale. On a ainsi pu montrer que Napoléon Bonaparte a été empoisonné avec de l'arsenic. La mèche de cheveux peut ainsi prendre une valeur juridique et de preuve, y compris dans certaines affaires ou suspicion de dopage sportif

## Exemples de coiffures à mèche(s)
- Atébas
- Cadenette
- Devilock
- Dreadlocks
- Queue de rat (coiffure)
- Tresse, manière d'assembler par entrelacement trois mèches de cheveux